# Pteris bausei
Pteris bausei là một loài dương xỉ trong họ Pteridaceae. Loài này được H.J.Veitch mô tả khoa học đầu tiên năm 1886.
Danh pháp khoa học của loài này chưa được làm sáng tỏ. 